# Klement IX.
Klement IX., lat. Clemens PP. IX. (Pistoia, 28. siječnja 1600. – Rim, 9. prosinca 1669.), rođen kao Giulio Rospigliosi, 238. poglavar Katoličke Crkve, papa od 20. lipnja 1667. do smrti 1669. godine.

## Raniji život
Giulio Rospigliosi rodio se u Pistoii 28. siječnja 1600. godine u plemićkoj obitelji kao prvi od četvorice sinova Giacoma Rospigliosija i Caterine rođene Rospigliosi. Rospigliosi izvorno potječu iz Milana odakle su se u 12. stoljeću preselili u Toskanu u okolicu Pistoie i Empolia na padinama brda Montalbano, gdje su kupili farme i šume. Početkom 14. stoljeća obitelj se preselila u Pistoiu kada su postali vlasnici kuća i radionica što im je pribavilo ugled i bogatstvo. Giulio je osnovno obrazovanje stekao u Pistoii a potom, 1617. godine odlazi kod isusovaca u Rim u papinsko sjemenište Pontificio Seminario Romano Maggiore. Godinu dana kasnije seli u Pisu na studij filozofije i teologije, gdje 1623. stječe doktorate iz filozofije, teologije, te kanonskog i građanskog prava. Iste godine imenovan je izvanrednim profesorom filozofije. Ponovno se vraća u Rim kako bi ostvario crkvenu karijeru. Kada je zaređen za svećenika nema pouzdanih zapisa. U Kuriju ga uvodi kardinal Antonio Barberini (1569. – 1646.), brat pape Urbana VIII. Ubrzo je mladi Giulio pridobio povjerenje cijele obitelji Barberini pa blisko surađuje i s papom Urbanom VIII. koji je cijenio njegovu umjetničku stranu i pjesme koje je pisao. U Kuriji je obnašao razne dužnosti: referendar suda Apostolske signature za pravdu i milost (1632.), tajnik kongregacije za obrede (1635.), kanonski savjetnik na Visokom Apostolskom kaznenom sudu (Paenitentiaria Apostolica) (1643.). U tom periodu napisao je nekoliko melodrama, kao i poezija koje su postigle uspjeh u Rimu. U dvorcu Barberini je 27. veljače 1639. godine prvi put izvedena komična opera Tko trpi, taj se nada, a prema zamisli Giulia Rospigliosia. Kao kruna njegove odanosti papi Urbanu VIII. bilo je imenovanje naslovnim nadbiskupom Tarsa 14. ožujka 1644. i nuncijem u Madridu. Iz pisama koje je prije toga pisao svojoj obitelji vidi se kako je Giulio bio skeptičan glede toga imenovanja, jer se nije smatrao sposobnim obavljati tu službu. Nakon burnih devet godina provedenih u Španjolskoj (bilo je to vrijeme Tridesetogodišnjeg rata), gdje je morao neprestano balansirati između španjolskih i francuskih interesa, povlači se s mjesta nuncija i odlazi u Toskanu kod obitelji. U proljeće 1653. vraća se u Rim gdje obavlja prijašnje poslove u Kaznenom sudu i u bazilici Svete Marije Velike (Santa Maria Maggiore ). Kako ga papa Inocent X. nije volio, kao ni ostale suradnike svoga prethodnika Urbana VIII., Giulio nije vidio mogućnost ponovnog zaposlenja u Kuriji pa je razmišljao o odlasku iz Rima u rodnu Pistoiu. Međutim, Papa se ubrzo razbolio i nakon nekoliko mjeseci 1. siječnja 1655. preminuo. Dan nakon Inocentove smrti kardinali su ga postavili za guvernera u Rimu. Na konklavi u travnju iste godine kardinal Fabio Chigi izabran je za papu kao Aleksandar VII. Taj događaj je označio novu prekretnicu u životu Giulija Rospigliosija, koji se s novim papom poznavao više od dvadeset godina i čiji je dotadašnji rad, posebno kao nuncija u Madridu, iznimno cijenio. Aleksandar VII. ga je odmah po izboru u travnju 1655. godine imenovao Državnim tajnikom, a dvije godine kasnije 1657. i kardinalom.

## Izbor za papu
Giulio će ostati na tom položaju sve do Papine smrti 22. svibnja 1667. godine. Konklave za izbor novog pape započele su 2. lipnja. Od samog početka kardinal Rospigliosi je bio najizgledniji kandidat, jer osim što u konklavi nije imao ozbiljnijeg protukandidata, na ruku su mu išli i glasovi španjolskih i francuskih kardinala čije je simpatije zadobio još dok je bio nuncij u Madridu. Osamnaestog dana od početka konklava 20. lipnja 1667. u večernjim satima kardinal Rospigliosi je izabran za papu kao Klement IX. Kako je obrazložio, ime Klement (latinski: clemens, što znači: milostiv, blag) odabrao je kako bi istaknuo njegovo opredjeljenje za mir u Crkvi i mir među narodima. 

## Pontifikat
Njegov izbor pozdravila je Rimska kurija i cijeli grad, koji je u njemu vidio pravednog i uravnoteženog čovjeka. Zbog njegovog narušenog zdravlja koje ga je zadesilo krajem 1666. godine i prisililo na nekoliko mjeseci bolovanja, nije bilo za očekivati da će to biti pontifikat dugog vijeka, i možda upravo iz tog razloga Klement IX. nije unio mnogo promjena u Kuriji i u realizaciji svojih projekata. Bio je protiv nepotizma i otvoren prema svima. Svojoj obitelji nije omogućio pribavljanje materijalnih dobara, a bratu Camillu i nećacima omogućio je boravak u Rimu samo dok je on na Petrovoj stolici. Primao je u posjete svakoga, bez obzira na intelektualni ili imovinski status. Svakog dana je ugošćavao desetak siromaha, koje je osobno posluživao za objedom. U vanjskoj politici je bio pacifist. Očuvanje mira bilo mu je najvažnije. Sudjelovao je u uspostavi mira između Španjolske i Francuske. Mirom u Aachenu (2. svibnja 1668.) prepušta Francuzima zauzete posjede. Pomagao je Veneciju u uzaludnim pokušajima obrane Krete, smatrajući to svetom borbom protiv Islama. Uz pomoć Francuske i Španjolske organizirao je dva pohoda protiv Turske (1668., 1669.), ali zbog međusobnih neslaganja i odustajanja Francuske pothvat nije uspio. Kada je Kreta 6. rujna 1669. godine pala pod tursku vlast, Sveta Stolica je ostala opterećena dugovima prema sudionicima u neuspjelom ratu. Konstitucijom Iniuncti od 11. travnja 1668. godine predviđao je reorganizaciju Kongregacije za redovnike koja bi imala zadatak nadgledati život samostana, kako u pogledu discipline, tako i u gospodarskoj organizaciji. U motupropriju (latinski: motu proprio, što znači „vlastita inicijativa“ – dokument kojeg donosi papa) od 6. srpnja 1669. konstituirao je novi dikasterij, Kongregaciju za oproste i relikvije, koja je imala zadatak ispitati sva oproštenja koja je donijela Apostolska stolica i relikvije sačuvane na mjestima bogoštovlja, te preispitati i prosuditi ispravnost istih, kao i ispitati nove zahtjeve koji su dolazili iz cijelog svijeta.

## Papina smrt
U jesen 1669. godine zdravstveno stanje pape Klementa IX. iznenada se pogoršalo. U noći između 25. i 26. listopada Papa je pretrpio moždani udar od kojeg se vrlo brzo oporavio. Drugi, ozbiljniji udar dogodio se u noći između 28. i 29. studenog, od kojeg se sporije oporavljao. Papa je uspio 29. studenog održati treći konzistorij na kojem je imenovao sedam novih kardinala, da bi konačno 9. prosinca 1669. godine umro od posljedica trećeg moždanog udara. Pokopan je u bazilici sv. Petra, a njegov nasljednik papa Klement X. prebacuje ga u baziliku svete Marije Velike.